# A Sky Full of Stars
A Sky Full of Stars è un singolo del gruppo musicale britannico Coldplay, pubblicato il 2 maggio 2014 come terzo estratto dal sesto album in studio Ghost Stories.
Il singolo ha ricevuto una candidatura ai Grammy Awards 2015 nella categoria miglior interpretazione pop di coppia o di gruppo.

## Descrizione

### Analisi tecnica
Penultima traccia di Ghost Stories, A Sky Full of Stars segna il primo brano dei Coldplay caratterizzato da sonorità dance, grazie anche alla collaborazione con il produttore svedese Avicii. Dominato principalmente dal pianoforte, il brano si apre come una ballata al pianoforte con strofe caratterizzate dall'elettronica. Il sound di A Sky Full of Stars è stato inoltre descritto come «in linea con le sonorità synth pesanti di Midnight, ma [...] più ballabile».

### Registrazione
A Sky Full of Stars è stato registrato durante le sessioni per il sesto album dei Coldplay, tenute al The Bakery e al The Beehive di Londra. Avicii è stato invitato dal gruppo per collaborare alla produzione del brano e in più il frontman Chris Martin ha proposto al musicista svedese di suonare e registrare il pianoforte. Lo stesso Martin, tuttavia, ha affermato successivamente in un'intervista a BBC Radio 1 che ha sentito di aver "tradito" il gruppo proponendo ad Avicii di suonare il pianoforte anziché suonarlo direttamente lui.

In un'intervista con Beat x Beat di novembre 2014, Martin ha rivelato che il brano è il più importante mai composto dal gruppo, aggiungendo inoltre una descrizione sulla sua nascita:

## Tracce
Download digitale – 1ª versione
1. A Sky Full of Stars – 4:28 (Guy Berryman, Jonny Buckland, Will Champion, Chris Martin, Tim Bergling)

CD singolo (Europa)
1. A Sky Full of Stars – 4:28 (Guy Berryman, Jonny Buckland, Will Champion, Chris Martin, Tim Bergling)
2. Midnight (Phones 4AM Remix) – 10:56 (Guy Berryman, Jonny Buckland, Will Champion, Chris Martin, Jon Hopkins)
3. Midnight (Henrik Schwarz Remix) – 8:42 (Guy Berryman, Jonny Buckland, Will Champion, Chris Martin, Jon Hopkins)
4. Midnight (Jon Hopkins Remix) – 10:06 (Guy Berryman, Jonny Buckland, Will Champion, Chris Martin, Jon Hopkins)

Download digitale – 2ª versione
1. A Sky Full of Stars (Radio Edit) – 3:56 (Guy Berryman, Jonny Buckland, Will Champion, Chris Martin, Tim Bergling)
2. All Your Friends – 3:31 (Guy Berryman, Jonny Buckland, Will Champion, Chris Martin)
3. Ghost Story – 4:17 (Guy Berryman, Jonny Buckland, Will Champion, Chris Martin)
4. O (Reprise) – 1:37 (Guy Berryman, Jonny Buckland, Will Champion, Chris Martin)

Download digitale – remix
1. A Sky Full of Stars (Hardwell Remix) – 5:13 (Guy Berryman, Jonny Buckland, Will Champion, Chris Martin, Tim Bergling)

## Formazione
Gruppo
- Chris Martin – voce, chitarra acustica
- Jonny Buckland – chitarra elettrica
- Guy Berryman – basso
- Will Champion – batteria

Altri musicisti
- Paul Epworth – drum machine
- Daniel Green – programmazione
- Rik Simpson – tastiera, programmazione
- Tim Bergling – tastiera, programmazione

## Classifiche

### Classifiche settimanali
| Classifica (2014-25)             | Posizione massima |
| -------------------------------- | ----------------- |
| Argentina                        | 98                |
| Australia                        | 2                 |
| Austria                          | 11                |
| Belgio (Fiandre)                 | 2                 |
| Belgio (Vallonia)                | 1                 |
| Canada                           | 4                 |
| Danimarca                        | 3                 |
| Emirati Arabi Uniti              | 5                 |
| Finlandia                        | 8                 |
| Francia                          | 3                 |
| Germania                         | 6                 |
| Grecia                           | 30                |
| Hong Kong                        | 16                |
| India                            | 5                 |
| Italia                           | 1                 |
| Libano                           | 1                 |
| Lussemburgo                      | 1                 |
| Malaysia                         | 8                 |
| Norvegia                         | 15                |
| Nuova Zelanda                    | 2                 |
| Paesi Bassi                      | 2                 |
| Panama                           | 138               |
| Polonia                          | 2                 |
| Portogallo                       | 21                |
| Regno Unito                      | 9                 |
| Repubblica Ceca                  | 2                 |
| Russia                           | 4                 |
| Singapore                        | 3                 |
| Spagna                           | 3                 |
| Stati Uniti                      | 10                |
| Stati Uniti (alternative)        | 5                 |
| Stati Uniti (dance/electronic)   | 3                 |
| Stati Uniti (rock & alternative) | 1                 |
| Svezia                           | 7                 |
| Svizzera                         | 2                 |
| Ucraina                          | 5                 |
| Ungheria                         | 23                |
| Taiwan                           | 13                |

### Classifiche di fine anno
| Classifica (2014) | Posizione |
| ----------------- | --------- |
| Italia            | 5         |
| Classifica (2024) | Posizione |
| Portogallo        | 181       |

## Date di pubblicazione
| Paese  | Data di pubblicazione | Formato                         |
| ------ | --------------------- | ------------------------------- |
| Mondo  | 2 maggio 2014         | Download digitale (1ª versione) |
| Europa | 20 giugno 2014        | CD                              |
| Mondo  | 29 giugno 2014        | Download digitale (2ª versione) |
| Mondo  | 14 luglio 2014        | Download digitale (remix)       |